# Waduk Cacaban
Waduk Cacaban är en reservoar i Indonesien.   Den ligger i provinsen Jawa Tengah, i den västra delen av landet, 270 km öster om huvudstaden Jakarta. Waduk Cacaban ligger 72 meter över havet. Arean är 4,5 kvadratkilometer. Omgivningarna runt Waduk Cacaban är en mosaik av jordbruksmark och naturlig växtlighet. Den sträcker sig 2,5 kilometer i nord-sydlig riktning, och 4,9 kilometer i öst-västlig riktning.